# Musée estonien du Théâtre et de la Musique
Le musée estonien du Théâtre et de la Musique (estonien : Eesti Teatri- ja Muusikamuuseum) est un musée situé à Kesklinn à Tallinn en Estonie,.

## Présentation
Le musée estonien du Théâtre et de la Musique est fondé en 1924. 
Le musée sert alors à préserver les collections du compositeur estonien Peeter Süda,.
Le 1er février 2019, le musée estonien du Théâtre et de la Musique et le musée de l'histoire estonienne ont fusionné et une nouvelle fondation a été formée. Il fait partie d'une réforme muséale plus large qui fusionne divers musées d'État.